# Hartmut Oschkinat
Hartmut Oschkinat (nascido em 28 de fevereiro de 1957) é um biólogo estrutural alemão e professor de química na Universidade Livre de Berlim. Sua pesquisa se concentra no estudo de sistemas biológicos com ressonância magnética nuclear de estado sólido.
Ele é membro do Conselho Editorial do Journal of Biomolecular NMR e Structure.

## Vida e carreira
Oschkinat estudou química na Universidade Johann-Wolfgang-Goethe de Frankfurt. Ele obteve seu doutorado em 1986, sob a supervisão de Horst Kessler, com o título "Análise da conformação da ciclosporina em solução usando espectroscopia de RMN: desenvolvimento e uso de novos métodos". no campo da espectroscopia de ressonância magnética nuclear (RMN). Após seu trabalho como pesquisador de pós-doutorado com Geoffrey Bodenhausen na Universidade de Lausanne, Oschkinat mudou-se para o Instituto de Bioquímica Max Planck em Martinsried em 1987 como pós-doutorado no Laboratório de Marius Clore e Angela Gronenborn. Lá, ele estava trabalhando com Marius Clore, Angela Gronenborn e o ganhador do Nobel Robert Huber. Após sua habilitação na Universidade Técnica de Munique, em 1992, Hartmut Oschkinat mudou-se para o Laboratório Europeu de Biologia Molecular em Heidelberg. Desde 1998, ele é o chefe do departamento de Biologia Estrutural apoiada por RMN do Leibniz-Institut für Molekulare Pharmakologie em Berlim.

## Pesquisa
No início de sua carreira, Oschkinat trabalhou no campo da RMN em estado de solução e fez contribuições fundamentais para estabelecer o papel da espectroscopia de RMN multidimensional na biologia estrutural. Após o uso da espectroscopia de RMN em estado de solução para determinar estruturas tridimensionais de proteínas solúveis, como o domínio de homologia de pleckstrina e o domínio WW, caracterizam as interações proteína-proteína envolvendo o último, com aplicações em fragmentos. com base na descoberta de medicamentos ele passou a se concentrar na investigação de sistemas biológicos por RMN de estado sólido (ssNMR) com rotação de ângulo mágico. Seu grupo foi o primeiro a resolver uma estrutura de proteínas usando ssNMR; a estrutura resolvida foi a de uma preparação microcristalina de um domínio SH3. Desde 2005, seu grupo de pesquisa investiga sistemas biomoleculares complexos, como proteínas de membrana no ambiente lipídico nativo, fibrilas amilóides, e oligômeros. Além disso, ele desenvolve métodos para abordar questões desafiadoras em biologia estrutural, onde o ssNMR pode ser aplicado com vantagens particulares, e fez contribuições particulares ao desenvolvimento de polarização nuclear dinâmica e detecção de prótons usando a rotação rápida do ângulo mágico.

## Conquistas Notáveis
- 1998: eleito para membro da Organização Europeia de Biologia Molecular.[21]
- 2009-2011: Diretor em exercício do Leibniz-Institut für Molekulare Pharmakologie.[22][23]
- 2012: Conselho Científico Internacional para o Instituto de Tecnologia da Europa Central, em Brno, República Tcheca.[24][25]
- 2013: eleito para membro honorário da Sociedade Nacional de Ressonância Magnética da Índia.[26]
- 2014: um dos seis premiados do Prêmio Günther Laukien, concedido anualmente na Conferência Experimental de Ressonância Magnética Nuclear nos EUA.[27][28][29][30]